# La Schürra

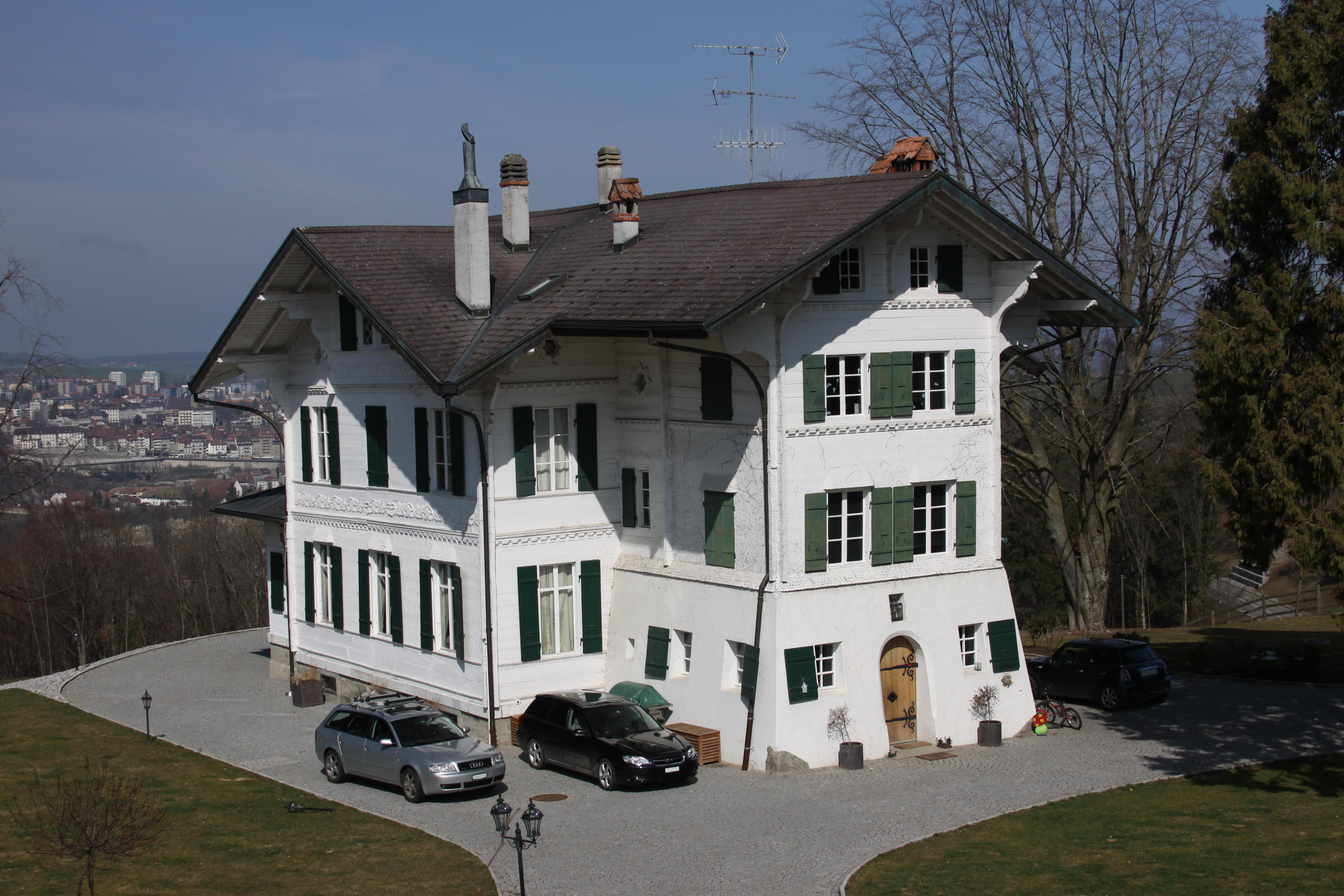
Chalet de Diesbach: Ansicht von Südosten

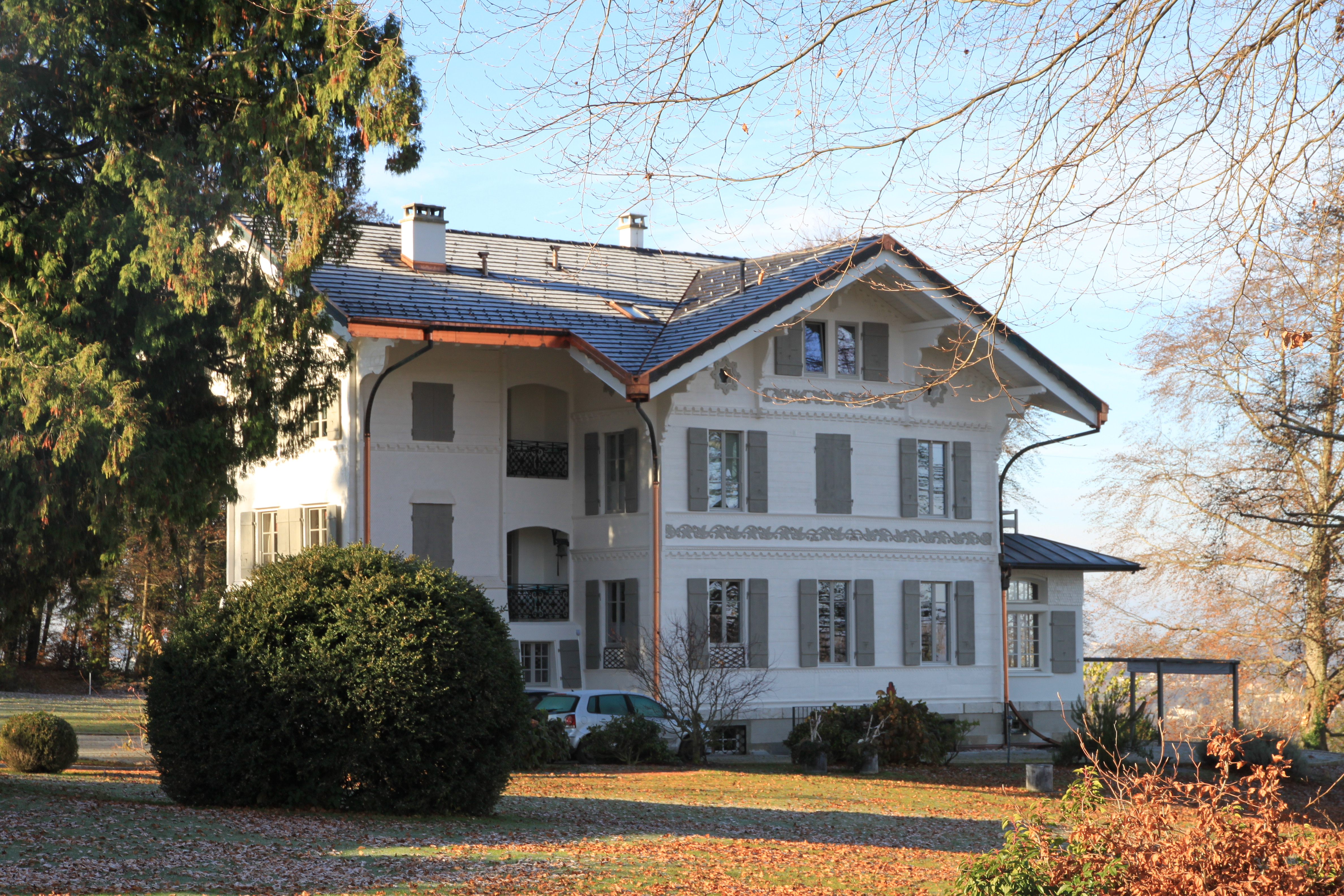
Chalet de Diesbach: Ansicht von Nordosten

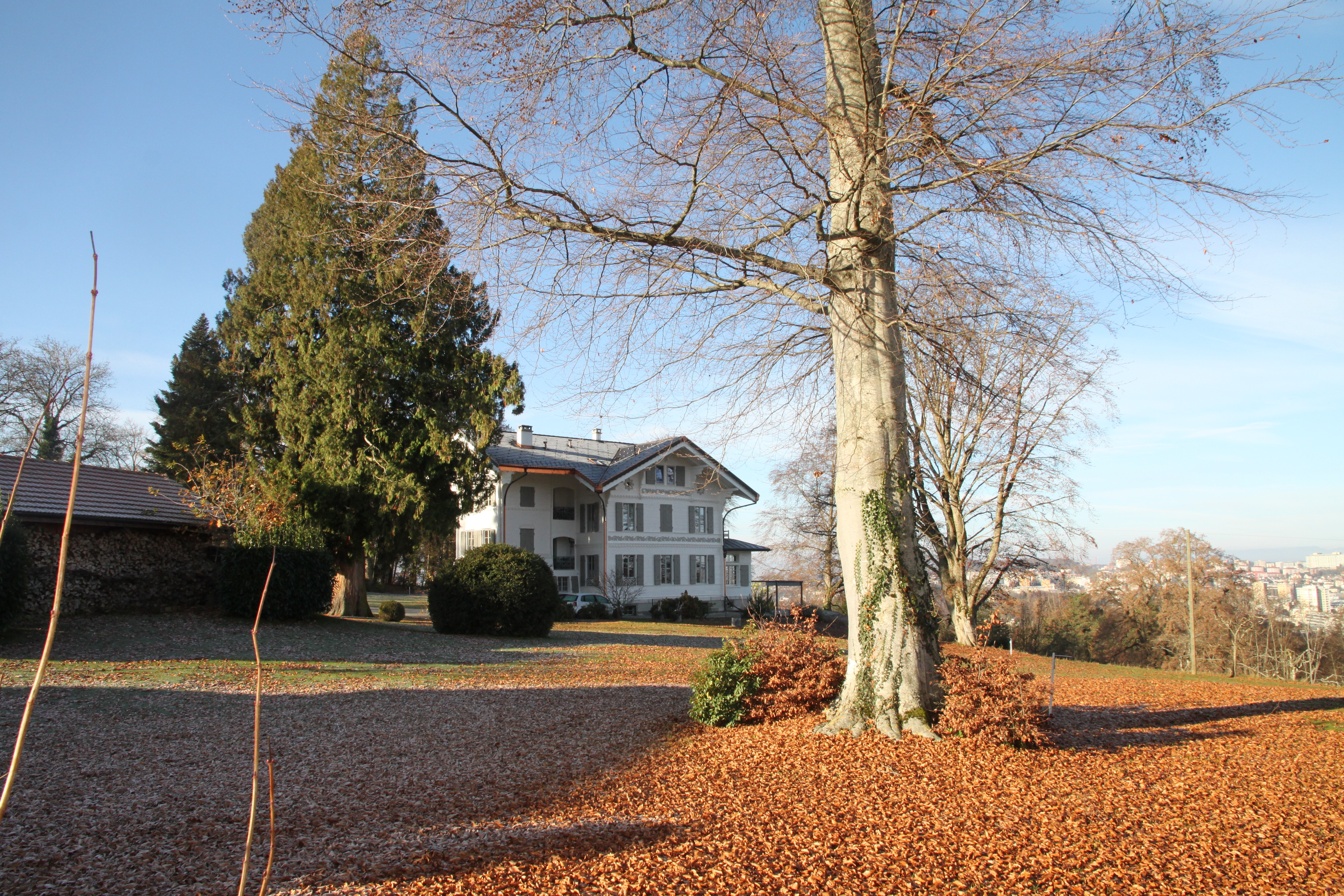
Park des Chalet mit Zypressen und Buchen

La Schürra (auch: Chalet de Diesbach) ist ein Landsitz und ein gleichnamiger Weiler in der Gemeinde Pierrafortscha im Schweizer Kanton Freiburg.

## Geschichte
Der Name La Schürra leitet sich aus dem Senslerdeutschen ab; er bedeutet Scheune. Damit war dies ursprünglich wohl im Besitz eines Feudalherrn oder eines Klosters. Dokumentiert ist, dass der Pächer von La Schürra noch anfangs 18. Jahrhundert dem Kloster in der Magerau Abgaben abzuliefern hatte. Interessanterweise wurde hier, obwohl La Schürra keinerlei Gemeindevorschriften unterstand, die Dreizelgenwirtschaft praktiziert, wie aus dem Katasterplan von 1863 hervorgeht. Der Pächer und der Gutsherr bewohnten hier das gleiche Haus. Da der Patrizier sein Haus in der nahen Hauptstadt Freiburg hatte, genügte das obere Stockwerk als Ferien- oder Wochenendwohnung, während der Pächter im Erdgeschoss wohnte. Es kam aber auch vor, dass der noble Besitzer die Tätigkeit des Landwirts selbst ausübte, z. B. im Jahr 1870.
1921 starb der Landwirt Louis de Diesbach auf seinem Besitz.

## Weiler
La Schürra ist einer der vier Weiler der Gemeinde Pierrafortscha. Er setzt sich zusammen aus dem ursprünglichen Landsitz und der ehemaligen Stallscheune, später zum Wohnhaus umgebaut, die parallel zu beiden Seiten der Strasse stehen, und einer winzigen Kapelle sowie einem Ofenhäuschen und einem Speicher. Hinzu kam das Chalet de Diesbach im Schweizerhausstil als Herrenhaus. Es ist eines der ersten in diesem Stil. Der Schweizerische Kulturgüterschutz listet es als Objekt von nationaler Bedeutung (A-Objekt).